# Damias aurantiomarginata
Damias aurantiomarginata là một loài bướm đêm thuộc phân họ Arctiinae, họ Erebidae.